# 天主教秦州教区
天主教秦州教區（拉丁語：Dioecesis Zinceuvensis；中國官方稱為：天水教區）是天主教在中國甘肅省東南部建立的一個教區，屬甘肅教省。

## 概況
1946年4月11日，聖座在中國設立聖統制，秦州宗座代牧區升格為秦州教區，屬於甘肅教省。
1950年，秦州教區信徒人數為8,548人、24個堂區、28位司鐸、1位修士和33位修女，她們分別來自圣家修女会、圣言修女会和圣神修女会。2011年，秦州教區的公開及地下教會團體共有信徒人數為20,000人，約20多位神父，其中半數屬於地下教會團體。教座位於甘肅省天水市東關主教座堂。現任教區正權主教為地下教會的王若望，候任助理主教及公開教會團體教區長為趙建章神父。
秦州教區東接陝西省的鳳翔教區及漢中教區，西北臨蘭州總教區，東北界平涼教區，西南和東南分別與四川省的康定教區及成都教區接壤。

## 歷史

### 宗座代牧區時期
1870年（清同治九年）兩當縣管家河村，王姓教友從四川撇入。1878年6月21日，聖座從陝西宗座代牧區劃出甘肅省成立甘肅宗座代牧區。宗座代牧區由聖母聖心會會士負責管理，韓默理主教出任首任宗座代牧，教座設在涼州城西松樹莊。歷經35年之後，在甘肅省內的徽縣、成縣、天水、西和、禮縣、清水和甘穀等地建立教堂。
1905年4月28日，聖座把甘肅宗座代牧區一分為二，成立甘肅北境宗座代牧區和甘肅南境宗座代牧區，奉聖斐德理斯為宗座代牧區主保。宗座代牧區由聖母聖心會會士負責管理，首任宗座代牧為蘭克復主教。
1922年3月8日，甘肅南境宗座代牧區更名為甘肅東境宗座代牧區。同時，宗座代牧區改由方濟嘉布遣會會士負責管理，法來善主教出任宗座代牧。當時已經有司鐸座堂13處，大小分堂24座。1924年12月3日，甘肅東境宗座代牧區以教座所在的城市更名為秦州宗座代牧區。
1930年1月25日，聖座從秦州宗座代牧區分出平涼宗座監牧區。

### 教區時期
1946年4月11日，聖座在中國設立聖統制，秦州宗座代牧區升格為秦州教區，屬於甘肅教省，甘維德出任為首任正權主教。教區截止到文革初期，除主教座堂外，全教區有約70座大小教堂。
1949年10月1日，中國共產黨在中國大陸地區建立中華人民共和國，並開始針對天主教進行宗教迫害及打壓，教會已經無法正常功能。1950年，德國籍甘維德主教被捕。1951年，甘主教及其他外籍傳教士先後被中國政府驅逐出境。

### 地上及地下教會團體
1966年至1979年文化大革命期間，所有宗教活動停止。1981年，教區恢復宗教活動後，王彌祿被時任教宗若望保祿二世任命為秦州教區第二任正權主教，並獲地下教會秘密晉牧，但未獲中國政府承認。同時，中國官方組織中國天主教愛國會未經教宗准許，擅自非自選自聖趙經農為主教。自始，秦州教區被一分為二，分別由愛國趙經農神父管理的地上教會團體和王彌祿主教管理的地下教會團體。
2003年地下教會團體王主教榮休，教區曾教座出缺多年。2011年8月19日王若望獲秘密晉牧，但中國政府未承認。同時，教宗任命地上教會團體趙建章神父為助理主教，但尚未舉行祝聖。趙建章神父是趙經農非法主教的親屬。王主教秘密晉牧後，教區眾神職人員組成朝聖團赴山西省板泉山聖母朝聖地祈禱。
同年8月20日，當地公安人員帶走約30名地下教會團體成員，包括王若望主教、王彌祿榮休主教、前教區署理王若翰神父等多幾位神父及約20名信徒會長。他們被分開拘押於至少兩個地方。公安人向他們問話後，要求他們每天4小時參加學習班，並容許信徒會長們向家裡打電話。被拘留五天後，全部人獲釋。
王若望主教秘密晉牧後，就被扣押接近一年，其後獲准返回秦州。但是，王主教的行動和牧職仍受到限制。2012年12月30日，王主教在太京天主堂被政府帶走，被拘留於市內的賓館，由政府官員陪同及強迫參加「教育轉化政治學習班」。3月下旬，永嘉教區主教邵祝敏因在去年為王主教秘密晉牧，被政府帶走，強迫參加「學習班」。
2015年4月20日，王主教在教友家裡的樓頂晾曬清洗好的祭衣時，意外觸到高壓電線遭電擊，被高壓電流經右手後通過全身，導致全身有逾五成皮膚燒傷，曾一度昏迷，傷重送院。同月22日，轉到蘭州醫院接受治療和護理。王主教在蘭州留院期間，蘭州總教區數十位神父前去探望，而蘭州總教區主教韓志海也前去探望數次。教區內的青年團體亦發起守齋祈禱，在網上呼籲信徒為王主教頌諗玫瑰經。同年5月13日，醫生對王主教燒傷最嚴重的幾處，進行了皮膚移植手術。在5月26日痊愈出院，返回教區繼續休養。

## 歷任主教

### 甘肅南境宗座代牧
- 藍克復神父,C.I.C.M.（1906年6月21日-1914年5月5日）：荷蘭籍[13]
- 湯執中神父,C.I.C.M.（1914年5月5日-1922年3月8日）：比利時籍[14]

### 秦州宗座代牧
- 法來善主教,O.F.M. Cap.（1922年3月28日-1946年1月1日）：德籍[15]

### 秦州主教
- 教座出缺（1946年-1949年）
  - 教區署理侯德明神父,O.F.M. Cap.（1946年1月1日-1949年7月25日）：德籍
- 甘維德主教,O.F.M. Cap.（1949年7月25日-1959年11月17日）：德籍[16]
- 教座出缺（1959年-1981年）
- 王彌祿主教（1981年1月28日－2003年7月24日)：秘密晉牧，中國政府未承認。[17]
  - 輔理主教李新生主教（1983年3月16日-1989年 2月14 日）
  - 輔理主教陸振聲主教（1982年-2002年1月4日）[18]
  - 趙經農神父（1981年-2004年5月16日）：自選自聖，未狻聖座承認。[19][20]
- 教座出缺（2003年-2011年）
  - 教區署理王若翰神父（2003年7月24日－2011年8月19日)。
- 王若望主教（2011年8月19日-今)：秘密晉牧，中國政府未承認。[21][22]
  - 助理主教趙建章神父：公開教會團體教區長，未晉牧。

## 教堂
以下是秦州教區在文革前建立的教堂列表
| 總鐸區               | 附屬教堂                                                                               |
| -------------------- | -------------------------------------------------------------------------------------- |
| 天水市東關主教座堂   | 聖神會、聖家會、修道院、主教府及八角型小堂等                                           |
| 天水市西關三新巷總堂 | 三十店子、龐家溝                                                                       |
| 三陽川熊集寨總堂     | 石佛鎮、牛家莊、楊家縣                                                                 |
| 新陽鎮溫家集總堂     | 六十裡鋪、牛蹄灣                                                                       |
| 秦安縣總堂           | 牽虎嶺、孫蔡家、黑谷堆、龐家溝、魏家店、緱家坪、焦家灣、千戶鎮、李樹鎮                 |
| 通渭縣總堂           | 吳家川、青土村、碧玉鎮、梨樹                                                           |
| 甘穀縣總堂           | 土橋子、安遠鎮、楊家溝，金山鎮、渭陽鎮                                                 |
| 武山縣總堂           | 洛門鎮、盤安鎮、謝家坪、曲家村、羅家窪、蔡石村、榆盤鎮、漆樹溝、四門寨、石家磨、耿家莊 |
| 清水縣總堂           | 太石峽、白沙鎮、山門鎮、趙家窯、劉家溝、白駝石、下曹家、溫家井                         |
| 徽縣先農村總堂       | 管家河、燒鍋灘、王家灣                                                                 |
| 甘泉寺總堂           | 崖灣裡、孟家山、街子口、大江峪、屈家坪、賈家河、娘娘壩、馬家壩、東二十裡鋪、金家集     |
| 馬跑泉總堂           | 北道阜、社棠鎮、劉家灣、三岔（吳寨）、呂家堡、張家莊                                   |
| 成縣總堂             | 化亞裡、計家崖、崖背後、小川鎮、泥陽鎮、橫川鎮                                         |
| 新華鎮總堂           | 賈家川、宋家川                                                                         |
| 西和縣總堂           | 洛峪鎮、安家峪、薑家川                                                                 |
| 禮縣總堂             | 下洮坪、青岡林、斬龍灣、穀峪                                                           |
| 鹽官鎮總堂           | 長道鎮、羅家堡，牡丹鎮                                                                 |
| 武都總堂             | 安化鎮                                                                                 |